# حميد الهزاز
حميد الهزاز (مواليد 30 نوفمبر 1945 في فاس - 13 يناير 2018) هو لاعب كرة قدم مغربي سابق كان يشغل مركز حارس مرمى، ولعب خلال مسيرته في نادي واحد وهو المغرب الرياضي الفاسي الذي تدرج في جميع فئاته حيث التحق بالفريق الأول سنة 1962 وظل يحمي عرينه لمدة 22 سنة إلى غاية اعتزاله اللعب سنة 1984.

## إحصائيات
على مستوى المنتخب الوطني المغربي فقد لعب أول مباراة رسمية ضد تونس سنة 1968 ضمن إقصائيات مونديال 1970 حيث جاور الأسود في مونديال 1970 وحاز على كأس أفريقيا 1976 ، أنهى مشاركاته مع الأسود سنة 1979 بعد أن أكمل 80 مباراة.

## الإنجازات
المغرب الفاسي
- كأس العرش (1) : 1980
- البطولة الوطنية المغربية (3) : 1965، 1979، 1983

 المغرب
- التأهل لكأس العالم : 1970
- كأس أمم أفريقيا : 1976

## وصلات خارجية
- معلومات من موقع marocfoot
- حميد الهزاز على موقع الاتحاد الدولي (مؤرشف)  (الإنجليزية)
- حميد الهزاز على موقع ناشيونال فوتبول تيمز (الإنجليزية)
- حميد الهزاز على موقع أوليمبيديا (الإنجليزية)